# 리아 마리 존슨
리아 마리 존슨(Lia Marie Johnson, 1996년 11월 23일 ~ )은 미국의 배우, 가수이다.

## 출연 작품
- 더 시닝: 새로운 세계 질서 (2018)
- 루타 마드레 (2016)
- 더 씨닝 (2016)
- 엠마의 기회 (2016)
- 아메리칸 레슬러: 더 위저드 (2016)
- 에브리씽 비포 어스 (2015)
- 익스펠드 (2014)
- 파인딩 코디 (2012)

## 같이 보기
- 인터넷 유명인
- 유튜버 목록